# Mercè Martí Inglada
Mercè Martí Inglada (Sant Feliu de Llobregat, Baix Llobregat, 9 de septiembre de 1968) es una piloto de aviación española.

## Formación
Estudió en Sant Feliu, en la Escuela de la Virgen de la Merced, y después en el Colegio Bon Salvador, conocido popularmente como Les franceses. Acto seguido, en 1985, se marchó a Estados Unidos para hacer COU y formarse como piloto. Allí obtuvo las licencias de piloto privado, comercial, instrumental y de bimotor y en 1989 empezó a pilotar avionetas. Obtuvo también en EE. UU. las licencias de instructor de vuelo y fundó una escuela de pilotos en Kentucky. De vuelta a España trabajó como copiloto en una importante compañía de carga y dos años más tarde se incorporó a trabajar a la compañía de pasajeros Spanair.

## Carrera deportiva
En 1994 fue la primera piloto del Estado español que participó en el Campeonato de la Vuelta al Mundo en avioneta, en una travesía de 33.550 km. que recorrió en 92 horas y 27 minutos a bordo de una Cessna C-210P, y también fue la primera mujer que ganó el título, haciendo de copiloto del sueco Eric Barck. En 1996 fue subcampeona de la Race of the Americas, de más de 30.000 km de circunvalación en el continente americano, en una Mooney 203, junto a la piloto Carol Jensen. También obtuvo la medalla de bronce en los primeros Juegos Mundiales del Aire (1997), celebrados en Turquía, en los que voló a lo largo de 21.000 km. por toda Europa en una Piper Twin Comanche PA-30. En 1998 organizó000 la Dicovery Flight, una expedición que sobrevolaba África Occidental en un avión Fairchaild de 1940 que reseguía los pasos de los pioneros. Obtuvo el séptimo puesto en la carrera The Great Hawaiian Air Race de 2002. El mismo año cuñaba el Campeonato de la US Air Race, Marion Race Air Trophy, a bordo de una Piper Lance. Ostenta tres récords del mundo de velocidad en rutas por Asia y Norteamérica. En 2007 participó en la Ruta Aeropostal, desde Toulouse hasta Saint Louis (Senegal), en homenaje a Antoine de Saint-Exupéry. En 2003 organizó el Vuelo del Centenario, en el que participó con un biplano Bucker de 1930, en conmemoración del primer vuelo de la historia. En 2010 participó en el Royal Aero Club of England Air Race 2010, con una Piper Twin Comanche y al año siguiente compitió en la The Great Bahames Air Race 2011, con una Piper Lance, y alcanzó el tercer puesto.

## Otras actividades
Ha compaginado su faceta deportiva con el empresarial. Así, en 2000 creó su propia compañía aérea, Infinit Air, con base en el aeropuerto de Sabadell, dedicada inicialmente a la organización de actividades deportivas y vuelos turísticos, así como a trabajos de vigilancia, observación y fotografía. Ha preparado expediciones, ha dictado conferencias, ha colaborado como presentadora en varios programas de radio y televisión o en revistas como Avión Revue y Aviación General y Deportiva. También ha ayudado en la promoción y desarrollo del circuito de carreras de Fórmula 1 Air Race 1 y ha empezado a volar en aviones acrobáticos para competir en la categoría de Fórmula 1 en las carreras de Reno.

## Reconocimientos
En 1996 fue honrada en el Memory Lane del International Forest of Friendship en Atchison, Kansas, ciudad natal de Amelia Earhart, por su Vuelta al Mundo. En abril de 1998 recibió la distinción Rosa de la ciudad, de Sant Feliu de Llobregat; en 2003, la Medalla de oro de la Federación Aeronáutica Internacional (FAI) y fue merecedora del Premio Viaje del Año de la Sociedad Geográfica Española (SGE) en marzo de 2004.